# Свети Димитър (Негуш)
„Свети Димитър“ (на гръцки: Ιερός Ναός Αγίου Δημητρίου) е православна църква в южномакедонския град Негуш (Науса), Егейска Македония, Гърция. Храмът е енорийска църква на Берската, Негушка и Камбанийска епархия на Църквата на Гърция.
Църквата е разположена в горната западна част на града близо до площад „Камена“ и разрушената джамия. На мястото на храма е имало църква, разрушена при потушаването на Негушкото въстание в 1822 година. При възстановяването на града на нейно място е построен малък храм. В 1922 година в енорията са заселени гърци бежанци от Мала Азия. В 1996 година малката църква е разрушена и на негово място е построен големият сегашен храм по проект на архитекта Павлос Кирякос. Разходите по строежа са 15 милиона драхми и са покрити с дарения от вярващите.
В храма има две големи икони на Свети Димитър, едната от които датира от XVIII век. Ценни са и иконите на Свети Йоан Богослов от XVII век и Свети Василий от XVIII век, донесени от малоазиатските бежанци.